# Battles in Normandy
Battles in Normandy — пошаговая стратегическая компьютерная игра, сиквел игры Battlefront. Была разработана и выпущена компанией Strategic Studies Group в 1987 году  для Commodore 64 и Apple II. Игра основана на игровом движке и системе Battlefront. Как и её предшественница, представляет собой варгейм с управлением на уровне корпусов. Сюжет игры повествует о Нормандской операции.

## Сюжет
Игра содержит серию из связанных восьми связанных сценариев: Омаха-Бич, Пляж «Юта», Пляж «Сорд», Битва за Шербур, Битва при Карентане, Бой у Виллер-Бокажа, Операция «Гудвуд» и Операция «Эпсом».

## Отзывы
Журнал ZZap!64 дал игре награду «Slizzer». Обозреватель журнала дал игре 90 баллов из 100 возможных, похвалив исторический реализм и возможность создавать собственные сценарии. Из недостатков он отметил бедную и скучную графику.
Рецензент журнала Computer and Video Games поставил игре 4 балла из 10. В своем обзоре он заключил, что «как правило, SSG предоставляют дорогие, но высококачесвенные варгеймы. Battle in Normandy на много ниже их стандартов».
М. Иван Брукс из журнала Computer Gaming World оценил игру в 2 звезды из 5. По его мнению, система «Battlefront» с управлением на уровне корпусов не подходит для симуляции Нормандской операции.